# Flora (skulptur)

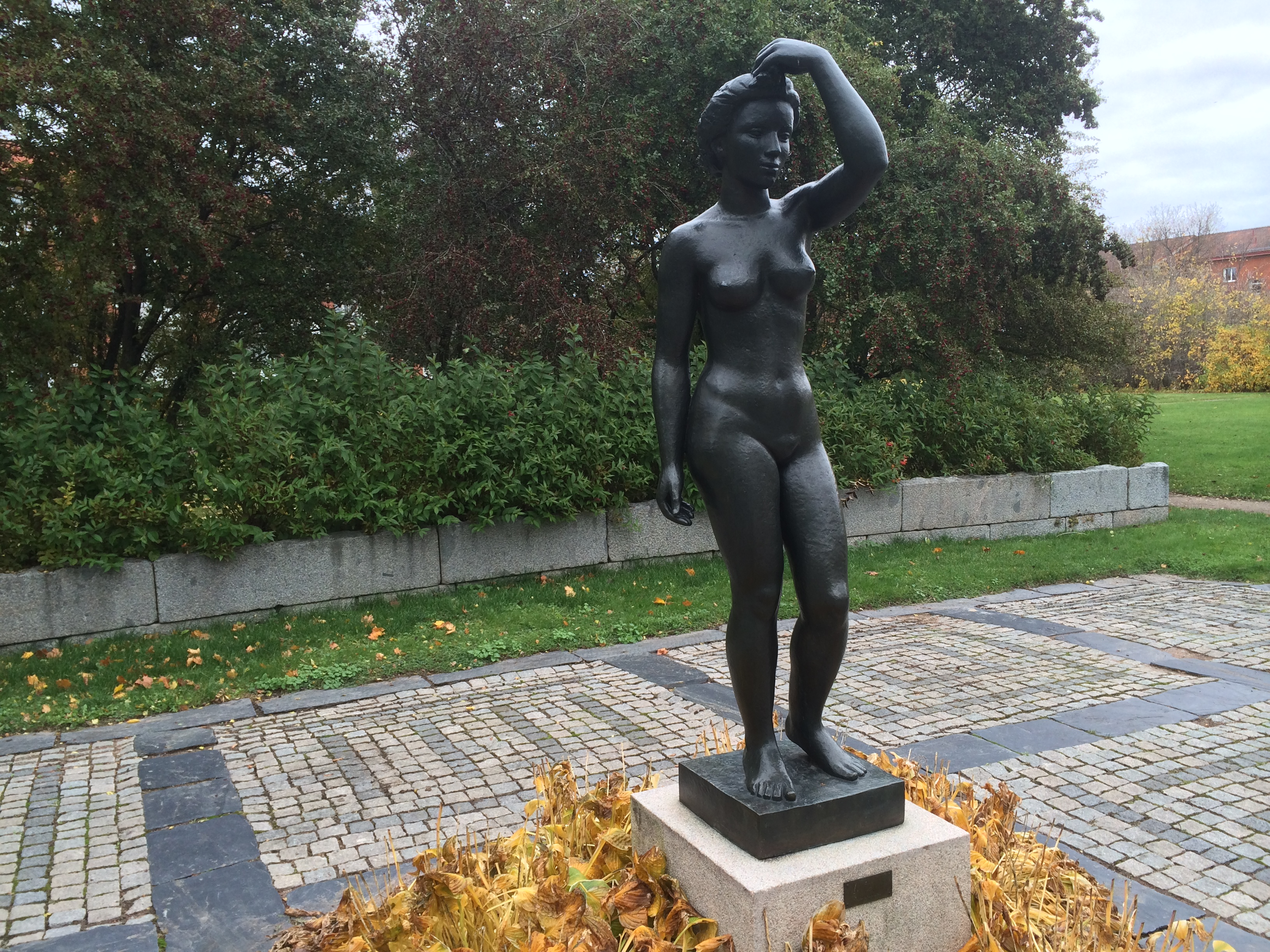
Statyn av Flora i Byggmästarparken i Uppsala.

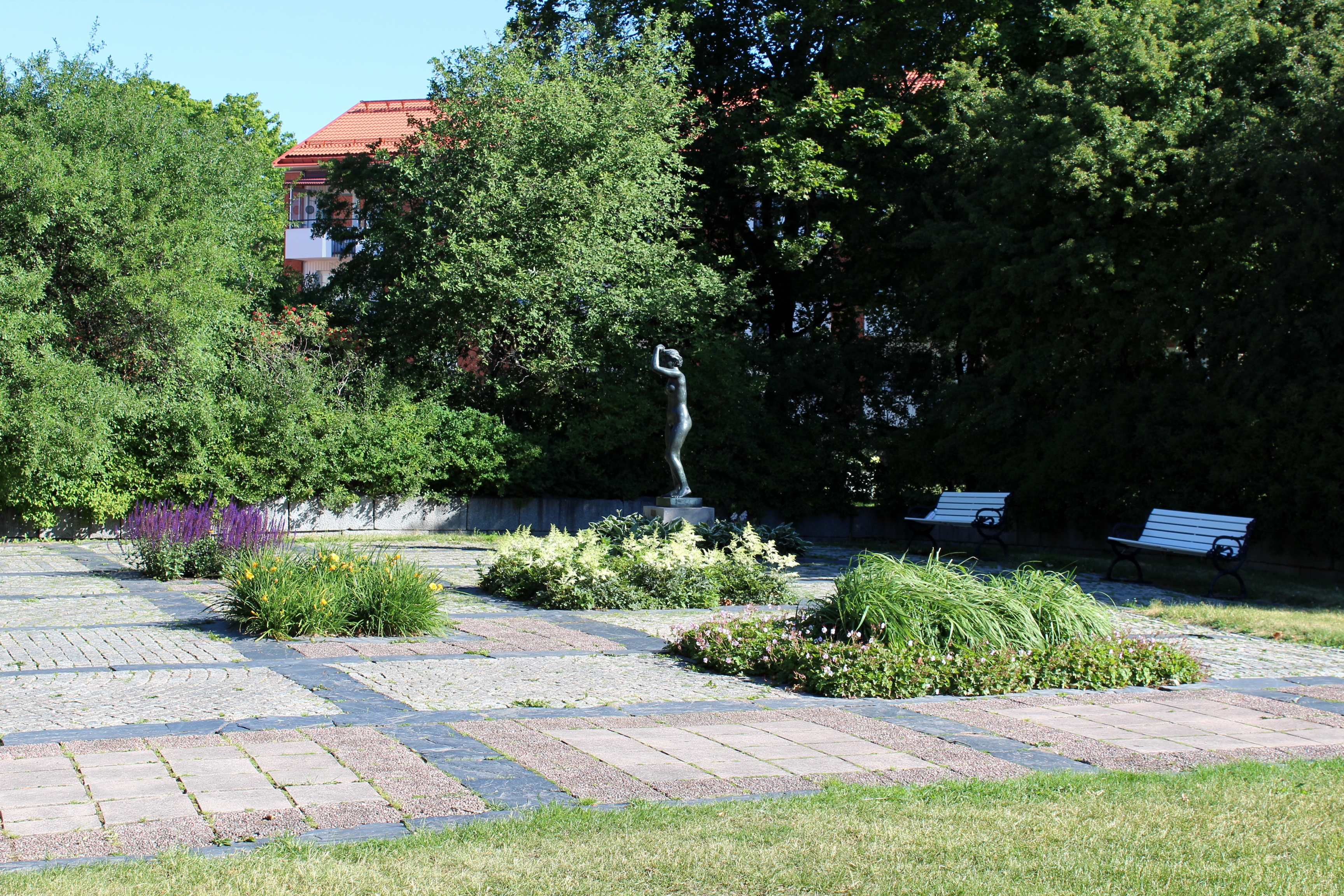
Bronsskulpturen Flora i Byggmästarparken i Uppsala.

Flora är en bronsskulptur av Axel Wallenberg i Byggmästarparken i Uppsala. Skulpturen restes 1957 och ägs av Uppsala kommun.